# Столкновение в Павлодаре
Столкновение в Павлодаре — авиационная авария, произошедшая в воскресенье 9 сентября 1990 года в Павлодарском аэропорту, когда столкнулись два Як-40 предприятия Аэрофлот. Данное происшествие обошлось без жертв.

## Самолёты
Як-40 с бортовым номером 87914 (заводской — 9730355, серийный — 55-03) был выпущен Саратовским авиационным заводом в 1977 году и передан Министерству гражданской авиации, которое 12 сентября направило его в Казахское управление гражданской авиации. На момент происшествия авиалайнер имел 17 930 часов налёта и 12 388 посадок.
Як-40 с бортовым номером 87451 (заводской — 9430836, серийный — 36-08) был выпущен Саратовским авиационным заводом 16 августа 1974 года и передан Министерству гражданской авиации, которое 5 октября направило его в Казахское управление гражданской авиации. На момент происшествия авиалайнер имел 24 311 часов налёта и 16 579 посадок.

## Происшествие
Борт 87914 выполнял рейс в Павлодар. Пилотировал его экипаж, командиром (КВС) которого был В. В. Котов. На борту находились 4 члена экипажа и 22 пассажира. Так как перед ним на посадку в аэропорт уже заходил другой самолёт, диспетчер круга дал указание экипажу повернуть с курса 140° на курс 115°, чтобы создать необходимый продольный интервал между воздушными судами. Но когда командир Котов увидел заходящий впереди самолёт, он преждевременно повернул обратно на посадочный курс и выполнил S-образный манёвр для создания продольного интервала.
Стоит отметить, что в аэропорту Павлодара две взлётно-посадочные полосы (ВПП): искусственная, на которую выполнялся заход на посадку, и грунтовая. Для сокращения времени командир после пролёта ДПРМ запросил у диспетчера разрешения выполнить посадку на грунтовую ВПП, но тот ответил: «Посадка дополнительно». На подходе к БПРМ Як-40 был в посадочном положении (выпущены шасси и закрылки) относительно искусственной ВПП и при этом за пределами зоны допустимых боковых отклонений относительно грунтовой ВПП. Увидев, что на искусственную ВПП приземлился самолёт, командир Як-40 вновь запросил у диспетчера разрешения посадки на грунтовую ВПП, после чего, не дожидаясь ответа, самовольно выполнил доворот на неё. Но когда авиалайнер находился на высоте 50 метров в 300 метрах от торца искусственной ВПП и в 50 метрах левее её оси, диспетчер дал разрешение на посадку на искусственную ВПП. Хотя боковое уклонение в этот момент превышало предельно-допустимое для выполнения такой посадки, экипаж не стал уходить на второй круг, а выполнил правый доворот на искусственную ВПП и на высоте 15 метров довыпустил закрылки в посадочное положение (15°).
Из-за резкого правого доворота авиалайнер пересёк ось ВПП и теперь оказался правее её, поэтому экипаж начал выполнять левый доворот. В процессе этого манёвра на скорости 205 км/ч и с небольшим левым креном Як-40 приземлился на переднее шасси на правой половине полосы в 7—10 метрах от её края и под левым углом 19°. Едва коснувшись покрытия полосы, самолёт вновь поднялся было в воздух, но командир тут же отклонил руль высоты вниз, поэтому через 30 метров самолёт вновь коснулся полосы, а через пару секунд пересёк осевую линию. Чтобы выпрямить его по оси полосы, а также избежать выкатывания влево, руль направления был отклонён вправо, но настолько энергично, что Як-40 теперь развернуло резко вправо, он выкатился с ВПП и помчался в сторону перрона. Пытаясь избежать столкновения со стоящими на перроне самолётами, командир применил раздельное торможение колёс и стал пытаться отворачивать влево, но эти меры оказались неэффективными.
На скорости 105 км/ч борт СССР-87914 врезался левой плоскостью крыла в стоящий Як-40 борт СССР-87451 и разрубил его пополам, после чего остановился сам. В данном происшествии на борту 87914 никто не погиб, однако самолёты были разрушены.
,,